# David Wright (Baseballspieler)
David Allen Wright (* 20. Dezember 1982 in Norfolk, Virginia) ist ein ehemaliger US-amerikanischer Baseballspieler in der Major League Baseball (MLB). Der Third Baseman spielte während seiner kompletten Karriere bei den New York Mets aus der National League, von denen er beim MLB Draft 2001 ausgewählt wurde. Wright war von 2013 bis 2018 der Kapitän der New York Mets und zudem Inhaber diverser teaminterner Rekorde des Baseball Clubs.

## Karriere

### Minor Leagues
David Wright wurde beim MLB Draft 2001 bei der Ergänzung zur ersten Runde an insgesamt 38. Stelle von den New York Mets ausgewählt und unterschrieb seinen ersten Profivertrag am 12. Juli 2001. Im selben Jahr spielte er auf Rookie-Level bei den Kingsport Mets 36 Partien, bevor er 2002 bei den Capital City Bombers, dem damaligen Class A Team der Mets, zum Einsatz kam. In seiner ersten kompletten Saison brachte Wright es in 135 Spielen auf 85 Runs und 93 RBI. 2003 folgte der Aufstieg zu den St. Lucie Mets, dem High-A-Farmteam des Franchise, bei denen er ebenfalls regelmäßig zum Team gehörte und mit konstant guten Leistungen überzeugen konnte. Im Folgejahr durchlief er dann zunächst die beiden höchsten Minor-League-Stufen bei den Binghamton Mets und den Norfolk Tides, bevor er im Juli 2004 erstmals in den Kader des Major-League-Teams berufen wurde.

### Major League

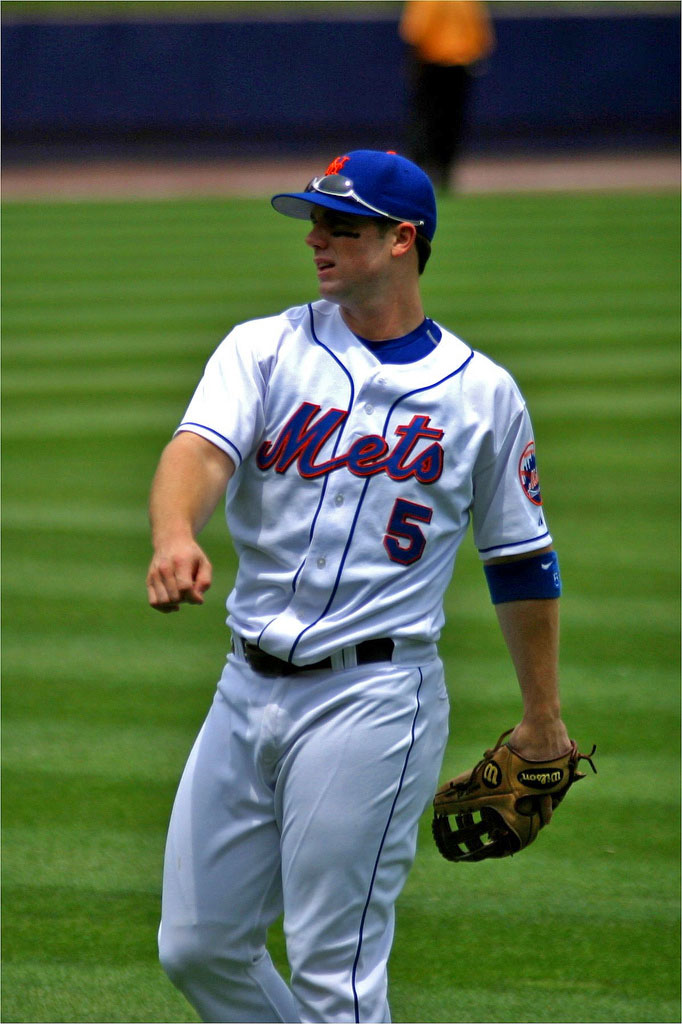
David Wright in der Saison 2006

#### 2004–2008
David Wright debütierte am 21. Juli 2004 für die New York Mets beim 5:4-Heimerfolg gegen die Montreal Expos. Seine ersten beiden Hits in der MLB gelangen ihm einen Tag später, seinen ersten Home Run schlug er in seinem fünften Einsatz. Gegner waren in beiden Fällen ebenfalls die Expos. Im Laufe der Spielzeit kam Wright zu 69 Einsätzen.
In seiner ersten kompletten MLB-Saison 2005 überzeugte Wright in 160 Spielen mit einem Schlagdurchschnitt von 30,6 %, 102 RBI und 27 Home Runs und landete bei der Wahl zum MVP der National League an Platz 19.
In der Saison 2006 wurde Wright erstmals zum MLB All-Star Game eingeladen und qualifizierte sich zudem mit den Mets erstmals für die Post Season. In der National League Division Series gegen die Los Angeles Dodgers, die die Mets durch einen 3:0 Sweep für sich entscheiden, erzielte er vier Hits und trug vier RBI bei. Die National League Championship Series gegen die St. Louis Cardinals ging nach sieben Spielen mit 3:4 verloren. Wright erzielte beim 12:5-Auswärtserfolg im Busch Stadium in Spiel 4 der Serie seinen ersten Playoff-Homerun.
In der Spielzeit 2007 wurde Wright erneut zum All-Star-Spiel eingeladen. Am Ende der Saison landete er auf Platz vier der Wahl zum MVP der National League. Nach einer beeindruckenden Saison mit einem Schlagdurchschnitt von .325, 107 RBI und 30 Home Runs gewann er den Silver Slugger Award für Third Baseman in der National League. Auch für seine Defensivleistung wurde er ausgezeichnet und erhielt den Gold Glove für die überlegenste individuelle Fielding-Leistung eines Third Baseman in der NL. Da er neben seinen 30 Home Runs auch mehr als 30, genauer 34 Bases stehlen konnte, schaffte Wright es als dritter Spieler der Mets nach Howard Johnson und Darryl Strawberry in den 30-30 Club.
David Wright konnte seine überdurchschnittlichen Leistungen auch in der MLB-Saison 2008 weiter erbringen. Er erreichte persönliche Karrierebestwerte bei RBIs (124), Home Runs (33) und Runs (115). Zudem war er ligaweit der Spieler mit den meisten Sacrifice Fly (11). Nach 2007 schaffte Wright es das zweite Jahr in Folge mit dem Gold Glove und dem Silver Slugger sowohl für seine Defensiv- als auch für seine Offensivleistung ausgezeichnet zu werden.

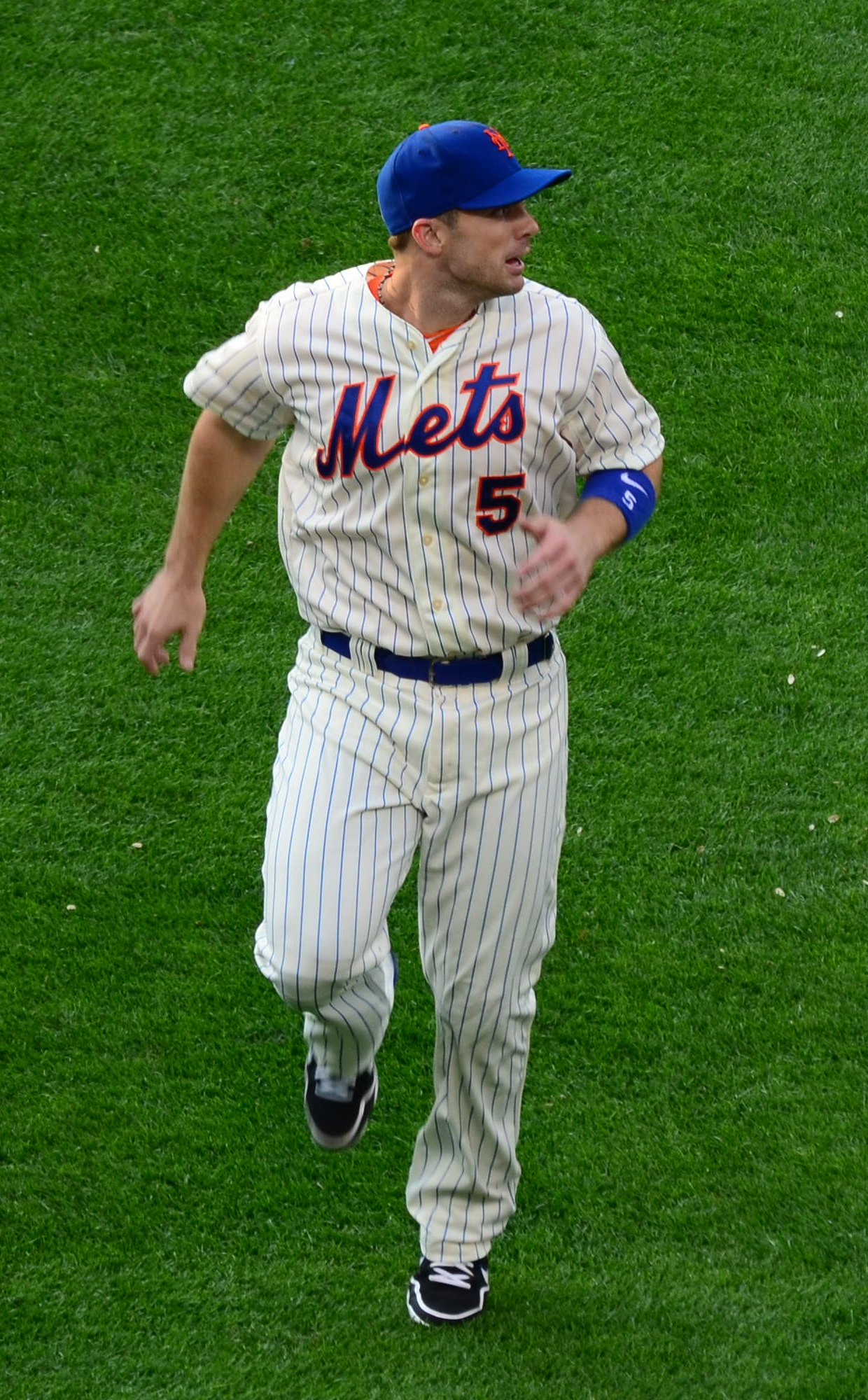
Wright in der Saison 2012

#### 2009–2012
Zur Saison 2009 zogen die New York Mets in ihr neues Stadion, das Citi Field und Wright war der Spieler der Mets der einen Home Run im neuen Ballpark schlug. Am 15. August verletzte sich Wright nach einem Hit by Pitch mit 150 km/h an den Kopf von San Franciscos Pitcher Matt Cain. Wright wurde umgehend ins Hospital for Special Surgery gebracht, wo eine Computertomographie schwerere Verletzungen ausschließen konnte. Einen Tag später verließ er das Krankenhaus mit der Diagnose Gehirnerschütterung, aufgrund dessen er 15 Spiele pausieren musste.
Die Saison 2010 begann für Wright gleich im ersten At Bat des Eröffnungsspiels mit einem Two-Run-Homerun. Das MLB All-Star Game 2010 in Anaheim war bereits das fünfte in Folge, bei dem Wright in das Team der National League gewählt wurde. Er beendete die Spielzeit mit dem schwächsten Schlagdurchschnitt seiner Karriere (.283), aber mit den meisten Sacrifice Fly (12), die er je in einem Jahr gutgeschrieben bekam.
Die erste Hälfte der Saison 2011 war geprägt von einer Rückenverletzung, die Wright zwei Monate auf die Disabled List zwang. Er verpasste daraufhin vom 16. Mai bis 21. Juli insgesamt 58 Spiele am Stück in der Regular Season. Am 7. August 2011 spielte Wright erstmals als Shortstop, da sich sowohl der etatmäßige Spieler auf dieser Position José Reyes als auch Ersatzmann Daniel Murphy verletzten. Letztendlich brachte es Wright nur auf 102 Spiele in der Saison und sein Batting Average sank erneut auf einen neuen Karrieretiefstwert von 25,4 %.
2012 konnte David Wright dann wieder eine komplette Saison durchspielen und wurde nach einem Jahr Pause zum sechsten Mal zum MLB All-Star Game eingeladen. Er konnte seinen Schlagdurchschnitt wieder auf über 30 % steigern und lag mit 93 nur knapp unter der 100-RBI-Marke.

#### 2013–2016
Nach dem Springtraining in Vorbereitung auf die Saison 2013 verkündete Manager Terry Collins, dass Wright als vierter Spieler nach Keith Hernandez, Gary Carter und John Franco zum Kapitän der Mets ernannt wurde. David Wright zeigte sich geehrt und stolz über die Entscheidung. Allerdings verzichtet Wright seit seiner Ernennung in Absprache mit den Teamverantwortlichen und Mitspielern darauf, das die Aufgabe symbolisierende „C“ auf dem Jersey zu tragen.
Das MLB All-Star Game 2013, welches im Citi Field, der Heimstätte der Mets stattfand, war das siebte und bis dato letzte Auswahlspiel, an dem Wright teilnahm. Aufgrund einer erneuten Verletzung kam er zu Saisonende 2013 auf nur 112 Spiele konnte aber ansonsten seine Leistungen und Statistiken aus dem Vorjahr bestätigen.
Die Spielzeit 2014 zeigte, dass Wrights Leistungen mehr und mehr unter seinen gesundheitlichen Problemen litten. Probleme in seiner Schultermuskulatur behinderten ihn sowohl beim Schwingen als auch beim Fielding. Am Ende der Saison kam er nur auf acht Home Runs, die wenigstens seiner Karriere.

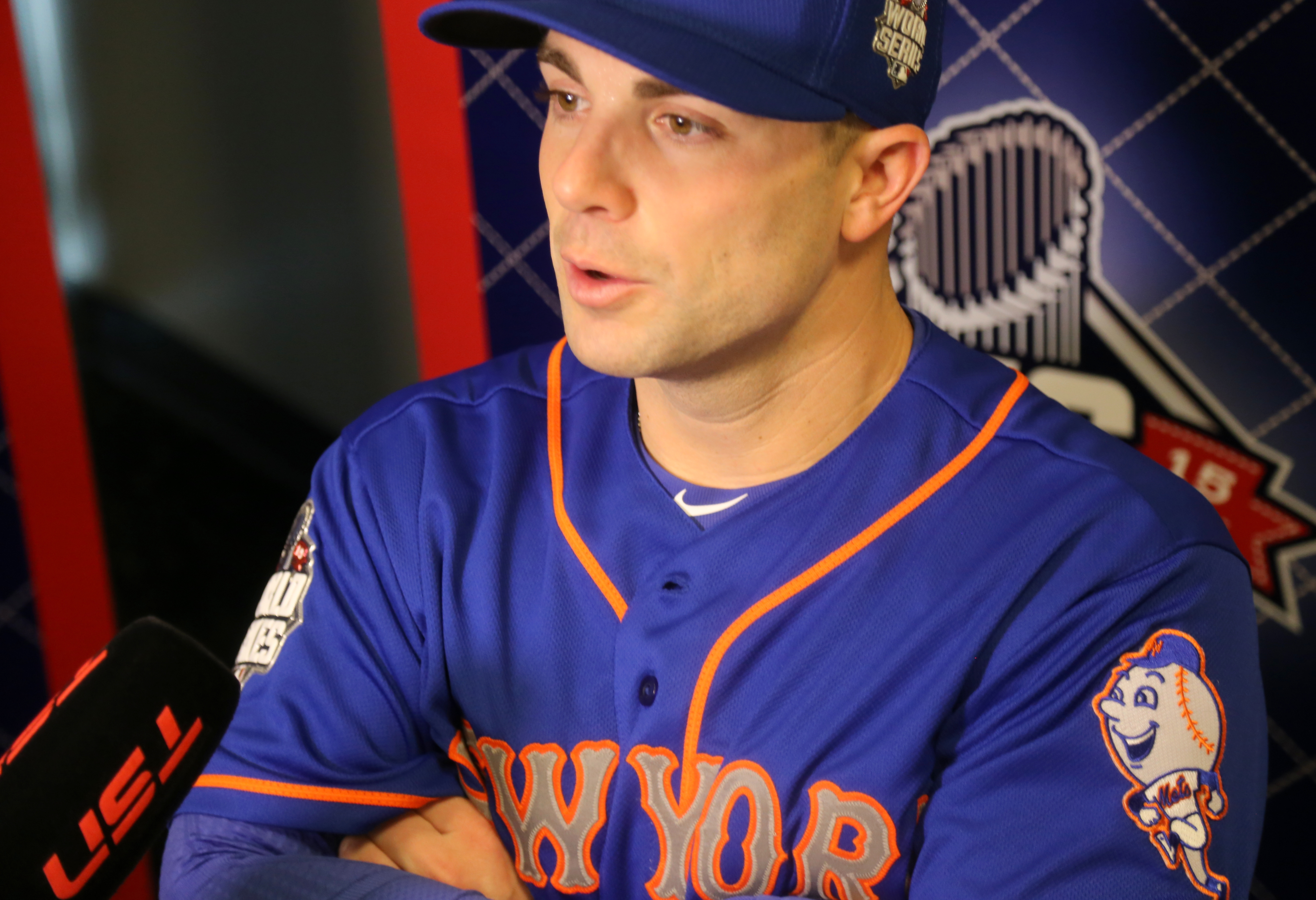
David Wright beim Media Day im Rahmen der World Series 2015

Seine körperlichen Probleme setzten sich auch 2015 fort, als er sich bereits im April beim Versuch ein Base zu stehlen einen Achillessehnenzerrung zuzog. Später in der Saison wurde bei Wright zudem eine Spinale Stenose diagnostiziert. Nach seiner Rekonvaleszenz wurde er dann zum Aufbau zu den St. Lucie Mets, dem High-A-Farmteam der Mets eingesetzt. Am 1. September 2015 kehrte er in den MLB-Kader zurück und beendete die Regular Season am Ende mit nur 38 Einsätzen. Die Mets qualifizierten sich erstmals nach acht Jahren wieder für die Post Season und Wright kam nach 2006 wieder zu Play-off-Einsätzen. In der National League Division Series 2015 (NLDS) gegen die Los Angeles Dodgers gelang ihm nur ein einziger Hit bei 16 At-Bats, was einem Batting Average von .063 entspricht, konnte aber zwei RBI zum Sieg der Mets in der Serie beisteuern. Die National League Championship Series 2015, bei der die Mets die Chicago Cubs mit 4:0 Spielen sweepten, verlief mit vier Hits, zwei Doubles und einer Stolen Base erfolgreicher für ihn als die NLDS. Die World Series 2015 gegen die Kansas City Royals, die erste World Series in Wrights Karriere, ging mit 1:4 Spielen verloren. David Wright schlug in Spiel 3 einen Home Run und steuerte 4 RBI zum einzigen Sieg der Mets in der Serie bei.
Zu Beginn der Saison 2016 bekam Wright regelmäßig Spielpausen, meist alle 3 bis 5 Spiele. Begründet ist dies auch mit seinem Aufwärmprogramm vor den Spielen. Aufgrund seiner Spinalen Stenose muss er vor jeder Partie umfangreiche Übungen absolvieren. Von Beginn der individuellen Spielvorbereitung bis zum Start der Partie vergehen so vier bis fünf Stunden. Am 3. Juni 2016 wurde Wright aufgrund eines Bandscheibenvorfalls erneut auf die Disabled List gesetzt und wird mindestens sechs Wochen ausfallen.

### Franchise-Rekorde
David Wright hält diverse teaminterne Rekorde der New York Mets. So hat er unter anderem die meisten At Bats, Runs, Hits, RBIs und Walks der Franchisegeschichte in seinen Statistiken.

### Nationalmannschaft
David Wright hat bereits zwei Mal für die US-amerikanische Baseballnationalmannschaft am World Baseball Classic teilgenommen.
Beim zweiten World Baseball Classic 2009 erreichte Wright mit den USA das Halbfinale, welches aber mit 4:9 gegen Japan verloren wurde. In acht Spielen gelangen ihm neun Hits, ein Double und fünf RBIs.
Beim World Baseball Classic 2013 kam Wright aufgrund von Problemen mit seinen Rippen nur zu vier Einsätzen, hatte aber trotzdem mit zehn RBI die meisten aller Spieler des Turniers. Zudem erreichte er den besten Schlagdurchschnitt der Amerikaner mit .438. Im Spiel gegen Italien schlug er zudem einen Grand Slam. Das Team der USA verpasste die Qualifikation für das Halbfinale und beendete das Turnier auf dem sechsten Platz.

## David Wright Foundation
Wright engagiert sich schon länger im Charitybereich und gründete 2005 die David Wright Foundation, die Kindern in Not bei ihrer körperlichen und emotionalen Entwicklung, sowie im Bereich der Bildung unterstützt.